# Sul ponte di Perati, bandiera nera
Pour les articles homonymes, voir Bandiera nera.
Sul ponte di Perati, bandiera nera est un chant militaire alpin de la brigade « Julia » (appartenant aux « Alpins » italiens) qui fut engagée en 1940 dans la tentative italienne d’invasion de la Grèce à partir de l’Albanie.
Sul ponte di Perati, bandiera nera dérive du chant militaire Sul ponte di Bassano remontant à la Première Guerre mondiale, qui faisait référence au Ponte Vecchio, dit aussi Ponte degli Alpini, de Bassano del Grappa (province de Vicence, Vénétie, Italie).
Au pont de Bassano fut substitué le pont de Perati. Perati (it) (Perat en albanais) est un village situé en Albanie, près de la frontière gréco-albanaise.
La tonalité de ce chant militaire est sombre, il fut jugé défaitiste et subversif par le régime fasciste qui le censura sévèrement avant de l’interdire totalement.
La structure et la mélodie de Sul ponte di Perati furent utilisées par la suite par Nuto Revelli dans sa Pietà l’è morta.